# Medusa Murtola
Medusa Murtola – starsze z dwóch przedstawień głowy Meduzy namalowane przez Caravaggia w 1596.
Obraz ma kształt lekko spłaszczonego tonda o średnicach 50 × 48 cm. Został namalowany techniką olejną na płótnie naklejonym na wewnętrzną stronę drewnianej tarczy. Przydomek „Murtola” pochodzi od nazwiska włoskiego poety Gaspara Murtoli, który napisał na jej temat poemat. Obraz nawiązuje do bogatej tradycji zdobnictwa tarcz paradnych.
Obecnie dzieło znajduje się w zbiorach prywatnych we Włoszech. Druga wersja znana jako Głowa Meduzy znajduje się w Galerii Uffizi we Florencji.